# キエーリ
キエーリ（伊: Chieri）は、イタリア共和国ピエモンテ州トリノ県にある基礎自治体（コムーネ）。

## 地理

### 位置・広がり

#### 隣接コムーネ
隣接するコムーネは以下の通り。
- アンデゼーノ
- アリニャーノ
- バルディッセーロ・トリネーゼ
- カンビアーノ
- モンタルド・トリネーゼ
- パヴァローロ
- ペチェット・トリネーゼ
- ピーノ・トリネーゼ
- ポイリーノ
- リーヴァ・プレッソ・キエーリ
- サンテナ

## 行政

### 分離集落
キエーリには、以下の分離集落（フラツィオーネ）がある。
- Madonna della Scala, Pessione, Airali, Fontaneto, Mosi, Mosetti, Borgata Falcettini, Tetti Fasano, Canarone, Cascina Monza, Tetti Borri, Tetti Cochis, Livorna

## 出身者
- ロベルト・ロサート - サッカー選手
- クラウディオ・マルキジオ - サッカー選手

## 姉妹都市
- エピナル、フランス - 1999年
- Nanoro、ブルキナファソ
- トルヴェ、イタリア
- アドリア、イタリア